# Cantó de Sant Agreve

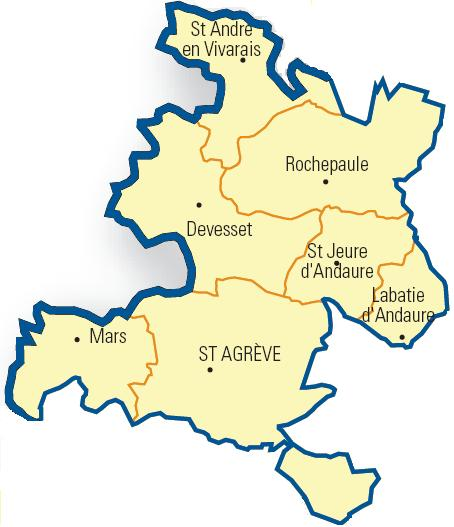
Comunes del cantó

El cantó de Sant Agreve és un cantó francès del departament de l'Ardecha, situat al districte de Tornon. Té 7 municipis i el cap és Sant Agreve.

## Municipis
- Devesset
- Labatie-d'Andaure
- Mars
- Ròchapaula
- Sant Agreve
- Sant Andrieu de Vivarès
- Saint-Jeure-d'Andaure

## Història
| Data d'elecció                           | Identitat       | Partit                     | Qualitat |
| ---------------------------------------- | --------------- | -------------------------- | -------- |
| 1952-1964                                | M. Chareyron    | SFIO                       |          |
| 1964-1976                                | M. Tourasse     | RI                         |          |
| 1976-1982                                | M. Hérot        | PS                         |          |
| 1982-1988                                | Roger Cheynel   | Divers droite              |          |
| 1988-2002                                | Jacques Dondoux | divers gauche, després PRG |          |
| 2002-                                    | Maurice Weiss   | PRG                        |          |
| les dades anteriors no són pas conegudes |                 |                            |          |
|                                          |                 |                            |          |

| 1962  | 1968  | 1975  | 1982  | 1990  | 1999  | 2007  |
| ----- | ----- | ----- | ----- | ----- | ----- | ----- |
| 4.451 | 4.995 | 4.576 | 4.335 | 4.124 | 4.051 | 3.967 |